# 臺灣基督長老教會旗後教會

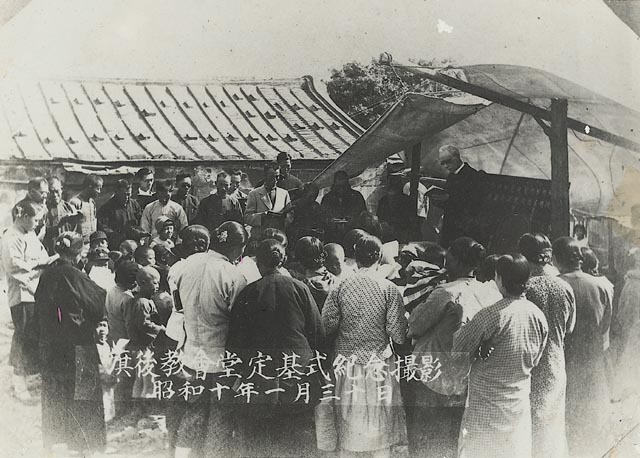
巴克禮牧師於1935年應邀主持旗後教會會堂定基式典禮，帶領教友們一同朗誦經文。

臺灣基督長老教會旗後教會位於臺灣高雄市旗津區，是臺灣基督長老教會高雄中會所轄的教會之一。

## 沿革
清同治四年（1865年），英國長老教會海外宣道會宣教師馬雅各來臺宣教傳道，從打狗港上岸後，便前往臺南府城看西街租屋行醫傳道；然而當時府城居民普遍反對洋教，同年7月返回打狗，於通山街朝日鐵工廠處租一間店面傳道醫病。
隔年（1866年）6月於旗後山腰購地蓋醫館，是為長老會在臺灣本島的第一間禮拜堂，同時亦為紀念研究熱帶病症有熱帶醫學之父之稱的萬巴德醫生，醫館名為「慕德醫館」，是臺灣第一間西醫醫館。
同治六年（1866年）8月12日，甘為霖牧師替陳齊、陳清和、高長和陳圍四人受洗，並舉行聖餐禮拜，此後長老會宣教以旗後禮拜堂為根據地，向埤頭（鳳山）、阿里港（里港）、阿猴（屏東市）、東港等地傳福音，旗後教會成為南部宣教中心。
馬雅各牧師在旗後教會三年之後，再轉往臺南府城二老口（今北門路與衛民街一帶）做傳教的發展地，旗後教會就由李庥牧師負責；同時巴克禮牧師亦將宣教的中心遷移到臺南府城，教士會於大正五年（1916年）決議賣掉打狗醫館，以籌措台南新樓醫館的新工程經費，之後周瑞長老以日幣貳仟元分五年付款給教士會，購買奉獻給教會。
昭和十年（1935年），巴克禮牧師於旗後教會現址重建禮拜堂。由於舊禮拜堂多處老舊，空間不敷使用，遂於2010年拆除，三年後（2013年）新教堂竣工，高聳巍峨的旗後教會新禮拜堂成為旗津地區最顯著地標之一。

## 禮拜時間
以下時間以當地時間（臺灣時間）為準
- 臺語崇拜——主日 09:40（AM）

## 交通資訊

### 渡輪
- 從鼓山渡輪站搭渡輪至旗津渡輪站，步行廟前路即可到達。

### 高雄市公車
- 旗津海水浴場：

搭乘35路於本站下車，步行旗津三路轉廟前路即可到達